# بيل وولف (لاعب كرة قاعدة)
بيل وولف (بالإنجليزية: Bill Wolff)‏ هو لاعب كرة قاعدة أمريكي، ولد في 14 يناير 1876 في Tremont, Pennsylvania ‏ في الولايات المتحدة، وتوفي في 7 نوفمبر 1943 في فيلادلفيا في الولايات المتحدة.

## وصلات خارجية
- بيل وولف على موقعبيزبول رفرنس.كوم (الدوري الرئيسي) (الإنجليزية)